# Berlin: Hasenheide
Berlin: Hasenheide ist ein Dokumentarfilm von Nana Rebhahn aus dem Jahr 2010. Er zeigt die höchst unterschiedlichen Anwohner und Nutzer des Volksparks Hasenheide in Berlin, die durch ihre liebenswerten Schrullen und Gewohnheiten einen ganz eigenen Mikrokosmos bilden.

## Handlung
Neben den Protagonisten, die ganz unverstellt und selbstbewusst sich und die Nutzung ihres geliebten Parks vorstellen, steht auch der Park als Erholungsraum im Focus des Films. Ob Hundebesitzer, Nudisten, Fußballer, spielende Kinder, Sonnenanbeter, Papageienfreunde, Tai-Chi-Schüler oder auch gläubige Hindus, die die Grundsteinlegung eines Tempels feiern sowie feiernde Türken mit einem gezähmten Falken – sie alle finden in diesem Park ihr Refugium. Nicht nur Bürger, die diesen Park als Sportplatz, Kneipe, FKK-Fläche oder auch zum Ausführen ihrer Hunde benutzen, stehen im Vordergrund. Aber auch der Park als Naturraum im Wechsel der Jahreszeiten sowie die Wiesen, Bäume und Wege, die dieses Erholungsgebiet ausmachen, werden gezeigt.

## Produktion
Nana Rebhahn drehte diesen Film mit eigener Ausrüstung und ohne externe Produktion im Verlauf von zwei Jahren.

## Kritik
„Der Film, der einen in eine angenehme Heiterkeit entlässt, hätte noch ein wenig länger sein können – aber vielleicht zeigt gerade das, wie gut er geworden ist.“